# Мегз (окръг, Охайо)
Окръг Мегз (на английски: Meigs County) е окръг в щата Охайо, Съединени американски щати. Площта му е 1119 km², а населението - 23 072 души (2000). Административен център е село Помърой.